# Torneo de Múnich 2016
El BMW Open by FWU AG 2016 fue un torneo de tenis jugado en tierra batida al aire libre que se celebró en Múnich, Alemania, del 25 al 30 de abril de 2016. Fue la 101.ª edición del BMW Open by FWU AG 2016, y fue parte del ATP World Tour 250 series del 2016.

## Cabeza de serie

### Individual
| Tenista               | Ranking | Preclasificada |
| David Goffin          | 13      | 1              |
| Gaël Monfils          | 14      | 2              |
| Dominic Thiem         | 15      | 3              |
| Roberto Bautista Agut | 17      | 4              |
| Philipp Kohlschreiber | 27      | 5              |
| Fabio Fognini         | 31      | 6              |
| Vasek Pospisil        | 42      | 7              |
| Alexander Zverev      | 49      | 8              |

- Ranking del 18 de abril de 2016

### Dobles
| Tenista                               | Ranking | Preclasificado |
| Mate Pavić Michael Venus              | 80      | 1              |
| Julian Knowle Alexander Peya          | 89      | 2              |
| Oliver Marach Fabrice Martin          | 95      | 3              |
| Mariusz Fyrstenberg Santiago González | 116     | 4              |

## Campeones

### Individual
Philipp Kohlschreiber venció a  Dominic Thiem por 7-6(7), 4-6, 7-6(4)

### Dobles
Henri Kontinen /  John Peers  vencieron  Juan Sebastián Cabal /  Robert Farah por 6-3, 3-6, [10-7]